# Кот в сапогах (аниме)
«Кот в сапога́х» — трилогия студии «Toei Animation»:
- «Кот в сапогах» (яп. 長靴をはいた猫 Нагагуцу-о Хайта Нэко), режиссёр — Ябуки Кимио[англ.], художник — Хаяо Миядзаки, по мотивам сказки Шарля Перро;
- «Возвращение кота в сапогах» (яп. ながぐつ三銃士 Нагагуцу Сандзю:си, Три мушкетёра в сапогах: приключения Кота в Сапогах на Диком Западе), режиссёр — Кацумата Томохару[англ.], сценарий — Фусэ Хирокадзу, по мотивам «Трёх мушкетёров» Дюма;
- «Кругосветное путешествие кота в сапогах» (яп. 長靴をはいたネコ ８０日間世界一周 Нагагуцу-о Хайта Нэко 80 Нитикан Сэкай Иссю:, Кот в сапогах: Вокруг света за 80 дней) по мотивам «Вокруг света за восемьдесят дней» Жюля Верна, режиссёр — Сидара Хироси, сценарий — Ямадзаки Тадааки.

Главный герой Перро впоследствии стал маскотом студии Toei Animation.

## Сюжет

### «Кот в сапогах»

Лемон (Реймон) и Даниэль

Королевская семья: его величество Король и её высочество принцесса Роза

Король Ада Люцифер

Главный герой — кот Перро, в мушкетёрских одеждах, приговорённый к смертной казни Верховным Котом за то, что упустил мышей. За ним постоянно гонятся три кота (два взрослых кота и их младший брат — почти котёнок), смахивающие на гвардейцев кардинала. Убегая от них, Перро сталкивается с сыном мельника Пьером, которого собираются выгнать братья, чтобы присвоить себе его долю наследства.
В это время король проводит смотр женихов для своей дочери — принцессы Розы. Властелин зла Люцифер тоже выражает желание жениться на принцессе. Кот представляет Пьера королевской семье как завидного жениха — Принца Карабаса, используя одежду и подарки других кандидатов — братьев Пьера. Пьер признаётся Розе, что он крестьянский сын, и та не отвергает его, но принцессу похищает Люцифер. Пьер, Перро и мыши спасают принцессу.

### «Возвращение кота в сапогах»
Второй фильм является вестерном, и потому менее сказочный и более мрачный, поскольку в нём находит яркое отражение произвол местных бандитов и, в частности, смерть людей, вставших у них на пути. Исключительный эпизод — когда только приехав, Энни оплакивает отца, маленький бандит бьёт её тётю в лицо. В начале фильма Перро выступает едва ли ни единственным персонажем, серьёзно пытающимся исправить сложившееся в Go Go Town положение вещей.
Начальный эпизод с погоней бандитов за дилижансом похож на классический вестерн «Дилижанс» 1939 года.

### «Кругосветное путешествие кота в сапогах»
В отличие от двух предыдущих частей трилогии, в «Кругосветном путешествии» совершенно нет персонажей-людей — мир населён исключительно антропоморфными животными. Перро, до этого бывший по сути лишь помощником героев-людей, фактически стал центральным персонажем. Стоит также отметить, что в вышедшем через семь лет японо-испанском многосерийном мультфильме «Вокруг света с Вилли Фогом» можно найти немало стилистических параллелей с этой картиной (те же антропоморфные звери, хотя и разутые; маленьким другом Ригодона был мышонок Тико, в трилогии «Тоэй» заключивший с Като пари мистер Грумон нанял волка по имени Профессор Гари-Гари, чтобы он ему помешал, а в сериале от «Ниппон» заключивший с Фоггом пари мистер Саливан нанял волка по имени Трансфер, с такой же целью).

## Персонажи
Перро (яп. ペロ Пэро) — кот в сапогах, одетый как мушкетёр (в «Возвращении Кота в сапогах» одет по-ковбойски, а в «Кругосветном путешествии Кота в сапогах» носит цилиндр). Каждый раз, когда ему в голову приходит идея, его ус, свернувшись в завиток, распрямляется, при этом из него вылетают искры. Именно этот кот стал логотипом компании Toei. В первой части его озвучивал Сусуму Исикава, во второй части — Ясуси Судзуки, в третьей части — Осами Набэ.
Коты (яп. 殺し屋 Куроси-я, Убийцы) — три брата-кота, посланных, чтобы казнить Перро. Отношение к Перро они описывают как: «Если мы тебя не убьём, то нас убьют, поэтому мы должны убить тебя!». Как и у Перро, их одежда меняется от фильма к фильму: в первой части они носят бордовые балахоны и чёрные раздвоенные капюшоны (для ушей), в «Приключениях на Диком Западе» они одеты по-ковбойски, а в третьей части носят что-то сродни костюму Зорро. Два старших брата носят чёрные перчатки с крагами, а самый младший обходится без перчаток, его балахон для него великоват и он нередко в нём путается. Самому маленькому также очень часто не хватает размаха передних лап, чтобы достать шпагу, и она у него часто при попытке её вытащить застревает в ножнах. Также ему часто не хватает ловкости. При этом он отличается некоторой сентиментальностью и инфантильностью. В третьей части, вывалившись из мегаплана Гари-гари в самолёт Перро, он счастливо отмечает, как у них (Перро и Като) тихо и уютно, а потом даже энергично протестует против того, чтобы его возвращали братьям. У «одноглазого» брата на самом деле имеются оба глаза, и повязку на глазу он носит, чтобы придать себе более грозный «бывалый» облик.

Кот в сапогах, Пьер и Мыши

Коты

Мыши — папа-мышь с сыновьями. И в «Коте в сапогах», и в «Возвращении кота в сапогах» они становятся друзьями Перро и оказывают ему всяческую помощь, а в «Кругосветном путешествии кота в сапогах» они являются его друзьями изначально. Папа-мышь носит головной убор из маленькой консервной банки, иногда используемый в качестве барабана, а дети носят особые колпаки, поля которых могут опускаться вниз, закрывая лицо и оставляя отверстия для глаз (но в приключениях на Диком Западе одеты как индейцы).

### «Кот в сапогах»
Пьер (яп. ピエール Пиэ:ру) — младший брат, не лишённый приятности парнишка; до того как его прогнали, занимался тем, что готовил еду для старших. Причём по заведённому в доме после смерти отца порядку, для себя он мог готовить только простое пшено. В советском дубляже представлен королю котом как «Принц Калава» (в оригинале сказки Карабас). Честен, но нерешителен, и потому узнав, что кот что-то про него соврал, вначале пытается вяло всё отрицать, но затем теряется и потихоньку замолкает. Однако, после того как Люцифер увозит Розу, он решительно бросается спасать её, и не отступается до конца. Озвучивает Тосико Фудзита.
Лемон (яп. レーモン Рэ:мон) и Даниэль (яп. ダニエル Даниэру) — братья Пьера. Пытаясь представиться ко двору, Даниель гордо называет себя самым богатым помещиком (хотя его домашняя прислуга состоит лишь из его младшего брата — Пьера, а Пьер называет покойного отца «бедным» фермером). Изначально они планировали, мешок с золотыми, который оставил им их покойный отец, согласно его завещанию поделить на троих. Правда, не поровну а, несколько обделив Пьера, но затем в процессе дележа монет, память об отце (его портрет висит над камином, и даже «хмурит брови», когда видит мухлёж) уступает место жадности, и они после некоторых колебаний решают поделить монеты не на троих, а на двоих. Пытались представиться ко двору и стать придворными (даже, не без тени юмора, надеялись жениться на принцессе), однако Перро их обдурил. Озвучивают Сюн Ясиро и Кэндзи Уцуми, соответственно.
Король (яп. 王様 О:сама) — пожилой добродушного вида человек с окладистой бородой, мечтает выдать свою дочь за самого сильного и богатого человека в мире, и потому узнав о богатстве Люцифера, вначале пытается уговорить Розу выйти за него замуж (хотя и не очень настойчиво, все же интересуясь её мнением). Но уже, буквально, через пару минут познакомившись с неровным характером Люцифера, начинает мечтать о другом женихе, но тоже очень богатом (видимо, не только из желания лучшей жизни дочке, сколько желая поправить скверное положение дел в стране). К примеру, узнав о Принце Калаве, он первым делом начинает интересоваться, богаче ли он Люцифера. Любит играть в шахматы, и на досуге размышляет над шахматной доской. Озвучивает Киитон Масуда.
Принцесса Роза (яп. ローザ姫 Ро:дза химэ) — тихая, милая девушка, любит белые розы, обладает неплохим вокалом. не боится мышей. В целом, персонаж наиболее точно следует оригиналу сказки Шарля Перро, где принцесса практически немой персонаж, никак не высказывающий своего мнения и не проявляющий характера. Стоит отдать должное авторам картины, поскольку у Розы есть, хоть и не столь рельефно выраженная, индивидуальность. Судя по всему, она не желает брака по расчету, и она отдает приоритет личным качествам жениха (после того, как Люцифер «выдул» из тронного зала всех придворных и грубо вышвырнул церемониймейстера, она решительно отказывает ему, толком и не глядя на золото и «обрильянченные» стены; когда же Перро начинает расхваливать перед ней и её отцом Пьера, то она акцентируется на его доброте, а не богатстве). Когда загрызенный совестью Пьер в сердцах признается ей, что по сути её обманывает, она достаточно снисходительно к этому относится, ласково замечая, что для неё главное быть рядом с ним. В конце фильма она даже проявляет определённую смелость, забираясь вместе с черепом-талисманом на самую вершину башни по вбитым ступенькам. Озвучивает Руми Сакакибара.
Люцифер (яп. 魔王ルシファ Мао: Русифа, Дьявол Люцифер) — король Ада, претендент на руку принцессы. Обладает огромной силой в сочетании с огромным ростом и мощным телосложением. Самоуверен, самонадеян, самодоволен, несдержан, нетерпелив, недипломатичен, склонен к внезапным переменам настроения (при этом у него меняется цвет кожи — синеватый в обычном, зелёный когда злится или раздражается, постоянно меняющийся фиолетово-лиловый когда в благостном настроении или нежных чувствах) и легко приходит в ярость, также без колебаний любит прибегать к угрозам и демонстрации своей силы. В частности, подняв ветер, выдувает всех придворных и прочих кандидатов прочь из зала как листву, а потом вышвыривает испанского инфанта и церемониймейстера как щенков за шиворот. И именно эти качества заставляют Короля, считавшего его завидным женихом, передумать. При всём этом он очень любит лесть. В его замке находится огромная чаша с водой, чья зеркальная поверхность по его желанию показывает происходящее за много миль от него. Этой волшебной чашей он время от времени пользуется, чтобы любоваться принцессой Розой. При этом его нельзя назвать ревнивым, так как, увидев Пьера с Розой, он хоть и пришёл в начале в ярость (своротив чашу и вышвырнув из комнаты), всё же он не тронул Пьера (лишь ударил его кнутом, когда он пытался помешать похищению принцессы). Видимо, просто посмеялся над ним, как над слабым и наивным щенком. Живёт в уединённом замке, и имеет слуг, похожих на ворон с крыльями как у летучей мыши, лапки при этом меньше вороньих, но позволяют сидеть по-птичьи. Также имеет летающую колесницу запряжённую чёрными конями с зелёными гривами. Его магическая и жизненная сила заключена в амулете, который он носит на шее. Лишившись его первый раз, когда он обратился мышью, смог превратиться обратно только вернув амулет. Также именно он делает его неуязвимым и бессмертным - когда Пьер и Перро с мышами атакуют Люцифера, тыча в него шпагами, тот не получает никакого урона,а просто стоит и улыбается. В другой сцене, когда он гонится за котами, у которых оказался амулет, Пьер преграждает ему путь и делает укол шпагой в колено, Люцифер корчится от боли. Сильно испугался, когда принцесса случайно задела амулет и тот выпал из рук Люцифера, с его же слов: "Ты даже не представляешь, что ты наделала, в нем заключена моя жизнь, хорошо, что сейчас ночь. Но стоит взойти солнцу и я погиб!". Именно с помощью амулета Пьер и принцесса побеждают Люцифера, когда первые солнечные лучи касаются амулета, Люцифер взрывается и превращается в обычную летучую мышь, его замок рушится, а вороны превращаются в белых голубей. Озвучивает Асао Койкэ.

### «Возвращение кота в сапогах»
Мэр — мэр города Go Go Town. Пожилой плотный мужчина, с виду доброжелательного нрава, в пенсне, лысый. Очень похож на Пиквика с бакенбардами и усами а ля император Франц Иосиф. Фактически смирился с тем, что в его городе невозможно навести порядок (уже четырёх шерифов убили), хотя такое положение вещей, похоже, его не особо угнетает, а только огорчает. Он не сопротивляется сложившемуся порядку, поскольку бандиты держат его в доле от сбыта фальшивых денег. Боясь разоблачения, он сотрудничает с ними. Озвучивает Аоки Сёдзи
Тётушка Джейн — тётя Энни, милая, добрая, хотя и до смерти напуганная женщина. Встречает племянницу по приезде, вынужденно сообщает ей трагические известия. Успевает получить по физиономии от маленького бандита. Впоследствии ей неоднократно достаётся от бандитов во время перепалок, хотя она проявляет изрядную долю мужества, пытаясь их остановить. Озвучивает Кадзуэ Такахаси.
Энни — очаровательная девочка, вернулась после учёбы из Восточных штатов; владелица ресторана «Western» (Вестерн), изначально являвшегося таверной. Проявляет достойное упорство в борьбе за свой бизнес и отмщение отца. Озвучивает Кобато Куруми.
Джимми — мальчик, ехавший на крыше дилижанса вместе с котом, впоследствии становится помощником Энни. По ходу выясняется, что Джимми — сын одного из убитых шерифов, приехавший отомстить. Изначально ведет себя довольно флегматично и индифферентно, постоянно получая от Перро нагоняи и упреки в тупости. Однако именно он первым из друзей обнаруживает секрет Босса и в трудную минуту им приходит на помощь, проявляя изрядную сообразительность, ловкость и меткую стрельбу. Озвучивает Киёси Комияма.
Босс — владелец салуна «Paradise», он же является главарём местных бандитов. После появления Энни, унаследовавшей таверну своего отца, пытается поступить с ней «по-джентльменски», не доводя дело до убийства (как случилось с её отцом), а просто запугав её. По ходу выясняется, что он промышляет изготовлением фальшивых денег, держа в доле мэра. Озвучивает Хидэкацу Сибата.

### «Кругосветное путешествие кота в сапогах»
Като — добродушный здоровяк-бегемот, шеф-повар небольшого ресторанчика, в котором Перро является официантом. Ресторан пользуется заслуженной славой и в него заходит пообедать даже сам господин Грумон. Несколько труслив, но всегда приходит на выручку Перро своей недюжинной силой. Озвучивает Китон Ямада.
Грумон — огромный кабан, самый богатый житель города (судя по заголовку газеты, Дондона), довольно высокомерен, часто груб (не только с издателем газеты, но даже с мэром) и агрессивен. Именно с ним Перро и его друзья заключили пари о возможности кругосветного путешествия за 80 дней со специфическим условием подняться на вершину башни ратуши до 12-го удара часов. Поставил на кон все своё состояние. Озвучивает Дзюмпэй Такигути.
Гари-Гари — волк, нанятый Грумоном с целью помешать Перро и его друзьям. Впервые лично выступает против Перро и его друзей только в Пиндийском океане, хотя его можно увидеть уже в Греческом Парфеноне, едущим в коляске в Пизе, также он присутствует в Каравийской пустыне, предоставляя котам технические приспособления — автомобиль и воздушный шар. Носит монокль, цилиндр и плащ-крылатку. Этот персонаж позаимствован из сериала «Суетливый Панч» (яп. ハッスルパンチ Хассуру панти), созданного той же студией в 1965 году. Озвучивает Оцука Тикао.
Сюзанна — эпизодический персонаж, кошка, нанятая профессором Гари-гари с целью помешать Перро вернуться в срок. Впервые и единственный раз встречается с Перро на Миникики. Подлила Перро в бокал с вином снотворное, после чего он проспал три дня и три ночи. Озвучивает Эйко Масуяма.

## Роли дублировали

### «Кот в сапогах»
- Георгий Вицин —  Перро
- Тамара Дмитриева — Пьер
- Григорий Шпигель — Лемон
- Юрий Саранцев — Даниэль
- Алексей Полевой — Король
- Роза Макагонова — принцесса Роза
- Степан Бубнов — Люцифер
- Клара Румянова — первый кот
- Мария Виноградова —  второй кот
- Агарь Власова — третий кот, с повязкой на глазу
- Юрий Андреев — мышь-отец
- Зинаида Нарышкина, Маргарита Корабельникова, Татьяна Решетникова — мышата

Фильм дублирован на студии «Союзмультфильм» в 1971 году.

### «Кругосветное путешествие Кота в сапогах»
- Анатолий Щукин (в титрах А. Шукин) — Перро
- Семён Самодур — Катто
- Степан Бубнов — Грумон
- Всеволод Ларионов — Профессор Гари-Гари
- Клара Румянова — Кот-убийца
- Юрий Андреев — мышь-отец
- Маргарита Корабельникова — мышонок

Фильм дублирован на студии «Союзмультфильм» в 1976 году.

## Влияние
Впервые «Кот в сапогах» был представлен в 1969 году на Toei Festival. Он имел большой коммерческий успех. Настолько, что главный герой Перро впоследствии стал маскотом студии Toei Animation. Согласно полушутливой легенде студии, он должен был стать «котом, который сможет проглотить диснеевскую мышь». Фильм заработал множество наград, включая приз Московского международного кинофестиваля. «Кот в сапогах» стал одним из первых аниме, попавших в советский прокат. Роль главного героя в нём дублировал Георгий Вицин.
Фильм «Кругосветное путешествие кота в сапогах» имел большой успех в Советском Союзе, набрав аудиторию в 42,4 миллиона человек. А кричалку «Всем своим врагам/Он внушает страх,/Кот отважный,/Кот бесстрашный/В модных сапогах» зазубрили все советские школьники.
Первый фильм трилогии был восстановлен в 1998 году и демонстрировался вместе с Galaxy Express 999 в ходе стандартных показов Toei Anime Fair.

## Комментарии
1. ↑  В прокате с марта 1971 года. Р/У № 2285/70 (сроком до 2 ноября 1977 года) — опубликовано: «Каталог фильмов действующего фонда. Выпуск II: Зарубежные художественные фильмы», Инф.-рекл. бюро упр. кинофикации и кинопроката комитета по кинематографии при Совете министров СССР, М.-1972, стр. 108.
2. ↑  В оригинале у Шарля Перро его называли «Маркиз дэ Карабас». Из-за особенностей японской транскрипции «Карабас» превратилось в «Каравасу», или сокращённо «Карава». Что в официальном переводе на русский превратилось в «Калава». Так как звук «л», отсутствующий в японском языке, при транскрипции на японский всегда транскрибируют как «р», и потому переводчики с японского по умолчанию «р» в неяпонских словах воспринимают как «л». По этой же причине братец Реймон (и без того специфически пишушийся по-французски — Raymond) превратился в Лемона.
3. ↑  В оригинале у Шарля Перро схожим персонажем (однако не претендовавшим на руку принцессы) был огр (в русском переводе часто называемый абстрактно «великан», у Тургенева — «людоед»). В сказке Перро коту удалось съесть его, когда он обратился мышью, но в аниме подобная попытка потерпела провал.
4. ↑  Вначале показав огромный заманчивый «пряник» (сыплет золотым дождём монеты, «обрильянчивает» залу), который произвёл на Короля очень благоприятное впечатление; на отказ Розы, не дав времени Королю её уговорить, он, весьма несдержанно, тут же демонстрирует страшный «кнут» (поднимая ветер, показывает инфернальный образ разрушенного дворца и опустошенных окрестностей на кроваво-красном небе), окончательно отпугнув тем самым Короля.